# Orbitrol
 (novembre 2008).
Si vous disposez d'ouvrages ou d'articles de référence ou si vous connaissez des sites web de qualité traitant du thème abordé ici, merci de compléter l'article en donnant les références utiles à sa vérifiabilité et en les liant à la section « Notes et références ».
L'orbitrol est un système de pompe hydraulique (qui fonctionne à l'huile) principalement utilisé pour les directions assistées de voitures et nombreux véhicules récents mais aussi pour les systèmes de relevages hydrauliques des tracteurs modernes. C'est un dispositif de servocommande hydrostatique qui ne nécessite aucune  liaison mécanique entre le volant et l’essieu directeur. Ce dispositif est relié à la colonne de direction par une pièce d’accouplement intermédiaire et est actionné par le volant de direction.

## Description de la direction hydraulique orbitrol
L’orbitrol est constitué des pièces suivantes :
1. Un carter en fonte fixé à la colonne de direction par 4 vis.
Le carter comprend un alésage axial dans lequel communiquent :
  - 4 orifices radiaux dont un raccordé au circuit d’admission, un autre raccordé au circuit de retour et 2 autres reliés au vérin de direction double effet.
  - 7 orifices équidistants radiaux qui débouchent sur la face dressée perpendiculairement à l’alésage. Ces trous sont à égale distance de l’alésage et équidistants.

Le carter comporte un clapet de retenue destiné à assurer 2 fonctions :
  - Lorsque la pompe hydraulique débite et alimente l’orbitrol, ce clapet empêche toute communication entre les orifices d’admission et de retour au réservoir.
  - Lorsque la pompe ne débite pas, que le moteur est à l’arrêt, la bille s’éloigne de son siège et met en communication les orifices d’admission et de retour au réservoir.
2. Un dispositif d’alimentation constitué par un manchon d’alimentation logé et tournant sans jeu dans l’alésage du carter et d’un tambour de sélection logé et tournant dans le manchon d’alimentation.
3. Un dispositif de refoulement de l’huile vers le vérin appelé orbit et qui travaille comme un moteur hydraulique lorsque la pompe alimente le circuit ou comme une pompe hydraulique lorsque la pompe n’alimente pas le circuit (moteur à l’arrêt)

Ce dispositif est relié au dispositif de distribution par un arbre de transmission.
Cet arbre comporte à une extrémité une rainure dans laquelle s’encastre la goupille diamétrale reliant le manchon d’alimentation et le tambour de sélection. L’arbre  en s’appuyant sur cette goupille peut osciller librement dans l’alésage du tambour de sélection. Cette extrémité comporte également deux plats parallélisme (géométrie) afin de permettre le passage de l’huile vers l’orifice de retour au réservoir. L’autre extrémité comporte un pignon à denture bombée, les flancs des dents étant des surfaces sphériques partielles afin  de permettre le mouvement combiné de rotation et de translation dans les cannelures de l’alésage du rotor.

## Description de l'orbit
La pompe ou le moteur hydraulique est à cylindrée fixe et est de type à  rotor qui est une variante du type à denture intérieure.
Un rotor tourne à l’intérieur d’une pièce annulaire fixe appelée stator. Le stator est boulonné sur la face dressée du carter de l’orbitrol est centré par rapport à l’alésage de celui-ci.
Les 7 orifices équidistants qui débouchent sur cette face, communiquent dans les alvéoles du stator. En guise de dents, le rotor est muni de lobes arrondis et le stator d’alvéoles.
Le rotor comporte 6 lobes et le stator 7 alvéoles, ce qui fait qu’un seul lobe à la fois est complètement en prise avec un alvéole du stator. Le rotor est donc animé d’un mouvement de rotation et de translation ; les 2 mouvements étant combinés. Le rotor est excentré par rapport au stator, ce qui permet aux lobes du rotor de glisser sur les alvéoles du stator et d’assurer l’étanchéité entre les espaces compris entre alvéole et lobe.

## Fonctionnement de l'orbit

### L’orbit travaille comme un moteur
L’huile, refoulée par la pompe du circuit de direction, arrive sous pression dans 3 espaces consécutifs et se heurtent aux lobes du rotor obligeant celui-ci à tourner. Au cours de cette rotation, les volumes des 3 autres espaces diminuent jusqu’à devenir nuls et l’huile s’écoule par 3 des orifices du tambour d’alimentation, puis dans 3 rainures longues du tambour de sélection  pour atteindre l’orifice du boîtier en communication avec un compartiment du vérin.
Le rotor, animé d’un mouvement de rotation relié par l’intermédiaire de l'arbre de transmission au  volant de direction, facilite la commande manuelle de celui-ci. Le couple appliqué au volant de direction pour braquer les roues directrices est égal au couple nécessaire et suffisant pour décaler le tambour de sélection et le manchon d’alimentation l’un par rapport à l’autre en comprimant les ressorts à lame du centrage.

### L’orbit travaille comme une pompe
La pompe n’alimente pas le circuit de direction en cas par exemple de rupture de la courroie transmettant le mouvement du moteur de la machine à la pompe ou en cas d’arrêt du moteur.
La rotation du rotor est alors provoquée par la rotation manuelle du volant de direction. Le fonctionnement est identique à celui de l’orbit “moteur” mais l’huile arrive aux 3 espaces à une pression nulle et est refoulée sous pression vers le vérin. Le couple à appliquer au volant de direction pour braquer les roues directrices est alors beaucoup plus important.